# Jüdischer Friedhof Lütticher Straße (Aachen)

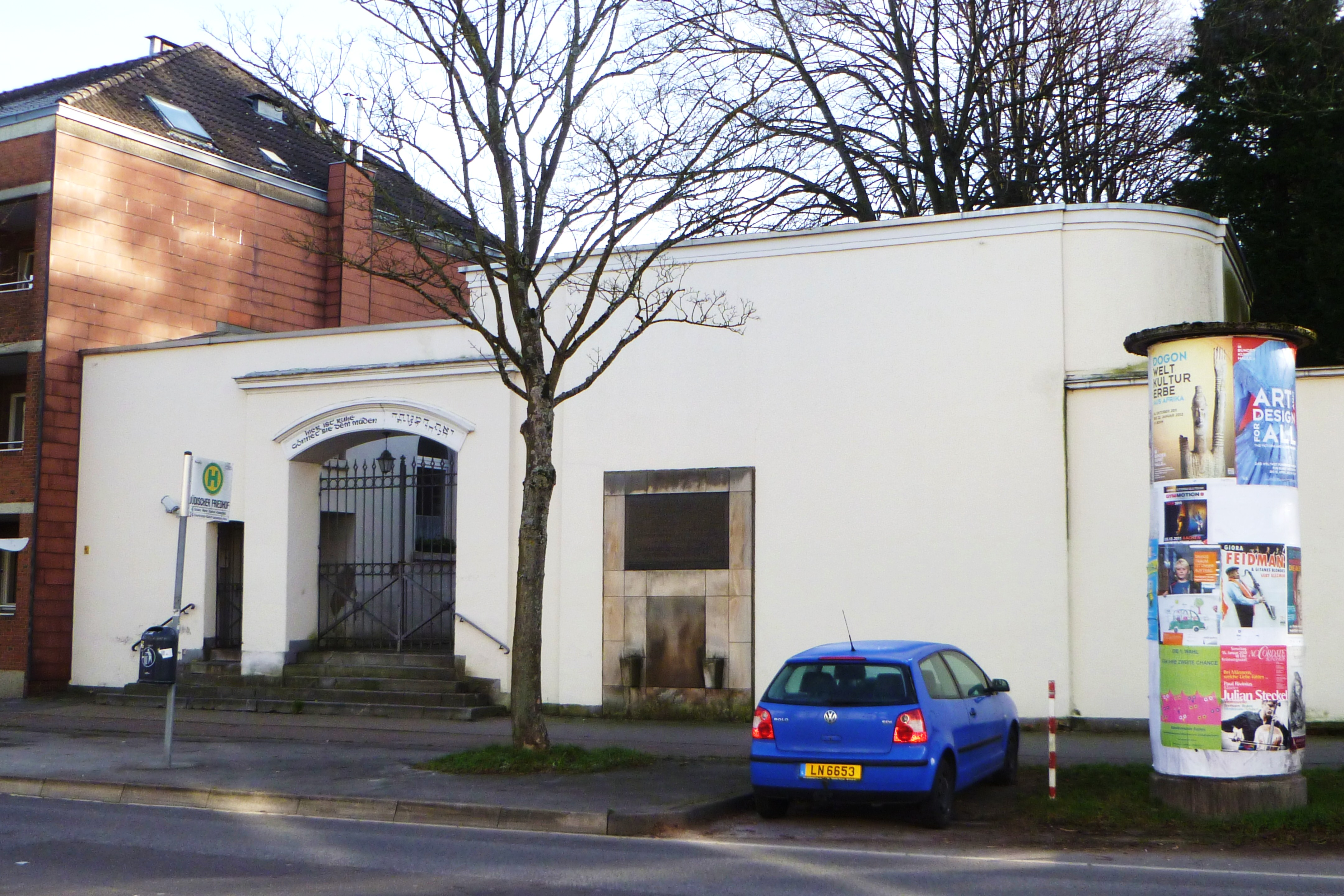
Haupteingang

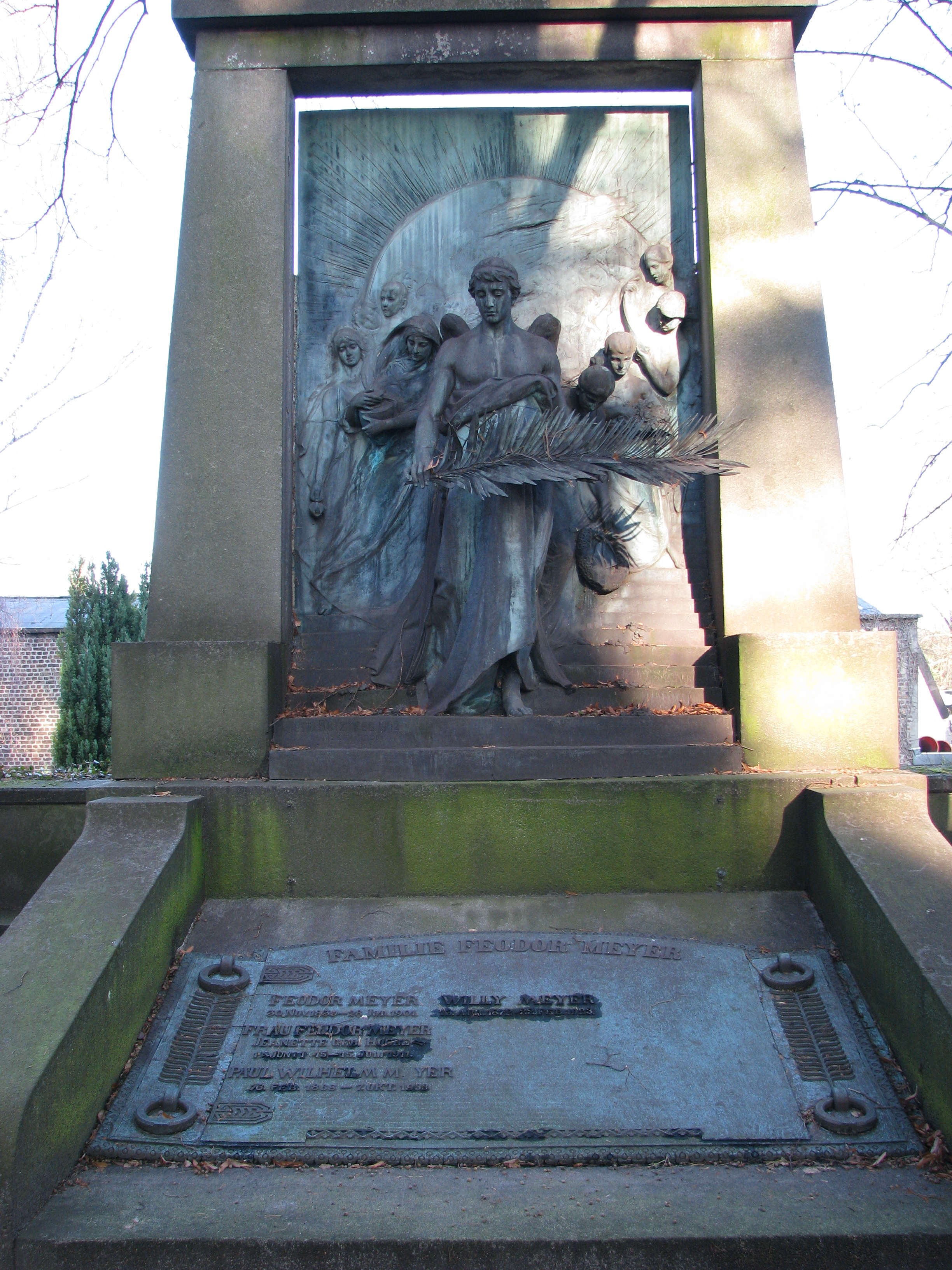
Grabmal der Familie Feodor Meyer auf dem Friedhof, entworfen von Gustav Rutz, Bronzeguss von Förster & Kracht in 1902

Der Jüdische Friedhof Lütticher Straße Aachen liegt in Aachen in Nordrhein-Westfalen. Er befindet sich an der Ecke Lütticher Straße / Körnerstraße.
1820 bat die jüdische Gemeinde in Aachen den Landrat um die Zuweisung eines Platzes für die Beerdigung verstorbener Gemeindemitglieder, da zu dieser Zeit die Toten der jüdischen Gemeinde Aachen in Düren auf dem alten Friedhof oder im benachbarten niederländischen Vaals begraben werden mussten. Der jüdische Friedhof wurde im Juni 1822 der jüdischen Gemeinde Aachen übertragen und ab dem gleichen Jahr für Beerdigungen genutzt. 1865 und 1878 wurde das Gelände erweitert. Die Begräbnishalle wurde 1890 fertiggestellt. Der älteste Grabstein (Mazewot) datiert von 1822. Auf dem noch heute genutzten Friedhof stehen 1366 Grabsteine für 2153 Verstorbene (Stand: Dezember 2014).
Der Friedhof wurde mehrfach geschändet. Zuletzt wurde in der Nacht vom 1. zum 2. August 2010 die Friedhofsmauer mit antisemitischen Schmierereien und Nazi-Symbolik verschandelt.